# Turion 64

一块炫龙处理器的裸晶照片

是AMD公司的64位流動平台處理器，其中文官方名稱為「炫龍」，與英特爾的同類產品Pentium M及其繼承者Intel Core競爭。該處理器使用Socket 754插座，擁有512KB或1MB的L2快取，內建64位單通道記憶體控制器，以及單向800MHz、雙向1600Mhz的HyperTransport傳輸速度。另外，第二代的Turion 64 X2及其他AMD移动型處理器使用新的Socket S1插座，已於2006年推出。2008年推出Turion 64 Ultra。从2009年开始，中文官方名稱改为「锐龙」（与2017年3月发售的中文名为“锐龙”的AMD Ryzen并无关系），并推出Turion Ⅱ和Turion Neo。

## 核心

### Lancaster (90 nm SOI)
- L1 Cache: 64 KB+ 64 KB（資料+指令）
- L2 Cache: 512 KB/1024 KB，全速
- MMX，擴充版3DNow!，SSE，SSE2，SSE3，AMD64，Power Now!，NX Bit
- Socket 754，HyperTransport (800 MHz, HT800)
- VCore:  1.00 - 1.45V
- TDP功耗：25W(MT)/35W(ML)
- 首次推出：2005年3月10日
- 频率：1600, 1800, 2000, 2200, 2400 MHz
  - 25W TDP:
    - MT-28: 1600 MHz (512 KB L2-Cache)
    - MT-30: 1600 MHz (1024 KB L2-Cache)
    - MT-32: 1800 MHz (512 KB L2-Cache)
    - MT-34: 1800 MHz (1024 KB L2-Cache)
    - MT-37: 2000 MHz (1024 KB L2-Cache)
    - MT-40: 2200 MHz (1024 KB L2-Cache)

  - 35W TDP:
    - ML-28: 1600 MHz (512 KB L2-Cache)
    - ML-30: 1600 MHz (1024 KB L2-Cache)
    - ML-32: 1800 MHz (512 KB L2-Cache)
    - ML-34: 1800 MHz (1024 KB L2-Cache)
    - ML-37: 2000 MHz (1024 KB L2-Cache)
    - ML-40: 2200 MHz (1024 KB L2-Cache)
    - ML-42: 2400 MHz (512 KB L2-Cache)
    - ML-44: 2400 MHz (1024 KB L2-Cache)

## AMD Turion 64移动计算技术的特性
- AMD64性能不仅可以在目前提供先进的32位性能，还可以运行未来的64位应用。
- HyperTransport技术可以提高系统的总体灵活性，这样您的应用将具有更高的响应能力，而且您可以获得更加出色的性能。
- 基于Windows XP Service Pack 2的增强病毒防护（Enhanced Virus Protection）的设计，目的是防止某些恶意病毒在笔记本电脑上的扩散。
- 专门为轻薄型笔记本电脑而设计。采用了独特的优化，可以支持创新的轻薄型笔记本电脑设计，满足您对移动能力的极高需求。
- AMD PowerNow!技术可以延长电池使用时间和降低功耗，让您可以从几乎任何地方获得更长的工作或者娱乐时间——而不需要连接电源。
- 无线兼容现有的所有802.11a、b、g和蓝牙无线解决方案，让您可以在任何地方保持联网。
- 3DNow! Professional技术和SSE2、SSE3指令集可以为数字娱乐功能（例如游戏、流视频、流音频、DVD和音乐）提供出色的性能和播放质量。